# ديكلان كيارني
ديكلان كيارني (بالإنجليزية: Declan Kearney)‏ هو سياسي بريطاني، ولد في 19 ديسمبر 1964 في المملكة المتحدة. حزبياً، نشط في شين فين. في 2016 Northern Ireland Assembly election ‏، انتخب Member of the 5th Northern Ireland Assembly ‏ عن دائرة South Antrim (Assembly constituency) ‏ وقد انضم خلال فترته النيابية ‏ (7 مايو 2016 – 26 يناير 2017) للكتلة البرلمانية شين فين وفي انتخابات جمعية أيرلندا الشمالية 2017 ‏، انتخب Member of the 6th Northern Ireland Assembly ‏ عن دائرة South Antrim (Assembly constituency) ‏ وقد انضم خلال فترته النيابية ‏ (3 مارس 2017 – ) للكتلة البرلمانية شين فين.